# ジョニー・シモンズ (俳優)
ジョニー・シモンズ (Johnny Simmons 1986年11月28日 - ) はアラバマ州モンゴメリー出身の俳優。

## 経歴

### 生い立ち
幼い頃アラバマ州モンゴメリーで生まれ、テキサス州ダラスで育つ。ネイサンアダムス小学校とTCマーシュ中学校に通った。2005年に、WTホワイト高校を卒業。

### キャリア
2007年のスティーヴ・カレル主演のコメディ映画『エバン・オールマイティ』で初の長編映画デビュー。彼は、スティーブ・カレルのエヴァン・バクスターとローレン・グレアムのジョアン・バクスターの3人の息子の長男であるディラン・バクスターを描いた。その後、エマ・ロバーツ、ジェイク・T・オースティンなどが出演の2009年の子供向けコメディ映画『ホテル・バディーズ ワンちゃん救出大作戦』など、数多くの映画に出演した。また、2009年には、ミーガン・フォックス主演で話題を呼んだお色気コメディホラー映画『ジェニファーズ・ボディ』に、もう一人の主演のアマンダ・サイフリッドのキャラクターであるアニータ・ニーディ・レスニッキのボーイフレンドであるチップ・ダブ役で出演。 2010年に、彼は、コメディ映画『スコット・ピルグリムVS. 邪悪な元カレ軍団』の重役架空のバンドセックスボブのニール役で出演。2011年にはジョナ・ヒルとチャニング・テイタム主演のコメディ映画『21ジャンプストリート』の脇役として出演。この映画は、3月12日にサウスバイサウスウエストで公開され、2012年3月16日に劇場公開された。
2012年ローガン・ラーマン、エマ・ワトソン、およびエズラ・ミラーが出演の青春映画『ウォールフラワー』でブラッド役で出演。この映画は、同名のスティーブン・チョボスキーの小説を翻案したものになる。

## フィルモグラフィー

### 映画
| Boogeyman 2 |

| Dreamland |

| The Late Bloomer |

#### テレビシリーズ
| 公開年 | 邦題 原題                                                   | 役名                 | 備考                                  | 吹き替え |
| ------ | ----------------------------------------------------------- | -------------------- | ------------------------------------- | -------- |
| 2006   | NUMBERS 天才数学者の事件ファイル Numbers                    | マット・マクレイ     | シーズン3第11話「殺人チャットルーム」 | 木村良平 |
| 2011   | Cinema Verite                                               | Kevin Loud           | テレビ映画                            |          |
| 2012   | エレメンタリー ホームズ&ワトソン in NY Elementary           | アダム・ケンパー     | シーズン1第3話「消えた誘拐犯」        | 林勇     |
| 2013   | Blink                                                       | Dodge Trask          | テレビ映画                            |          |
| 2014   | Klondike                                                    | Jack London          | Miniseries; 6 episodes                |          |
| 2015   | グッド・ワイフ The Good Wife                                | エリック・バルセット | シーズン7第2話「汚れなき人々」        |          |
| 2017   | Girlboss ガールボス Girlboss                                | シェーン             | メインキャスト                        | 川島得愛 |
| 2023   | スコット・ピルグリム テイクス・オフ Scott Pilgrim Takes Off |                      | 主演 声の出演                         |          |

## External links
- ジョニー・シモンズ - IMDb（英語）